# Борман, Григорий Николаевич
Григорий Николаевич Борман (1837, Санкт-Петербург — 25 декабря 1918, Харьков) — российский предприниматель, основатель кондитерской компании и торговой марки «Жорж Борман», купец 2-й гильдии, потомственный почётный гражданин.

## Биография
Григорий Николаевич Борман родился в 1837 году в Санкт-Петербурге в семье обрусевшего немца, известного фармацевта Бормана. Будучи студентом, Григорий подрабатывал продавцом в магазине сладостей. Владельцы кондитерского магазина, видя усердие Григория и являясь людьми бездетными и уже преклонного возраста, подарили ему эту лавку.
Впоследствии, после окончания Императорского Санкт-Петербургского университета, в 1862 году Борман начинает новое дело. На Невском проспекте он открывает небольшой магазин с названием «Жорж Борман». Всё производство осуществлялось вручную, единственным механизмом, установленным в мастерской, была ручная машина для выделки шоколада.
Полученный доход от производства кондитерских изделий Борман направляет на расширение бизнеса. В 1866 году он приобретает у немецкого кондитера Генриха Пфейфера шоколадную фабрику на Английском проспекте. В 1869 году Борман получает свидетельство купца 2-й гильдии.
В 1870 году на Всероссийской выставке в Санкт-Петербурге продукция получила бронзовую медаль. В 1876 году Григорий Николаевич Борман удостоился звания «Поставщик Двора Его Императорского Величества» с предоставлением права изображения государственного герба на своей продукции.

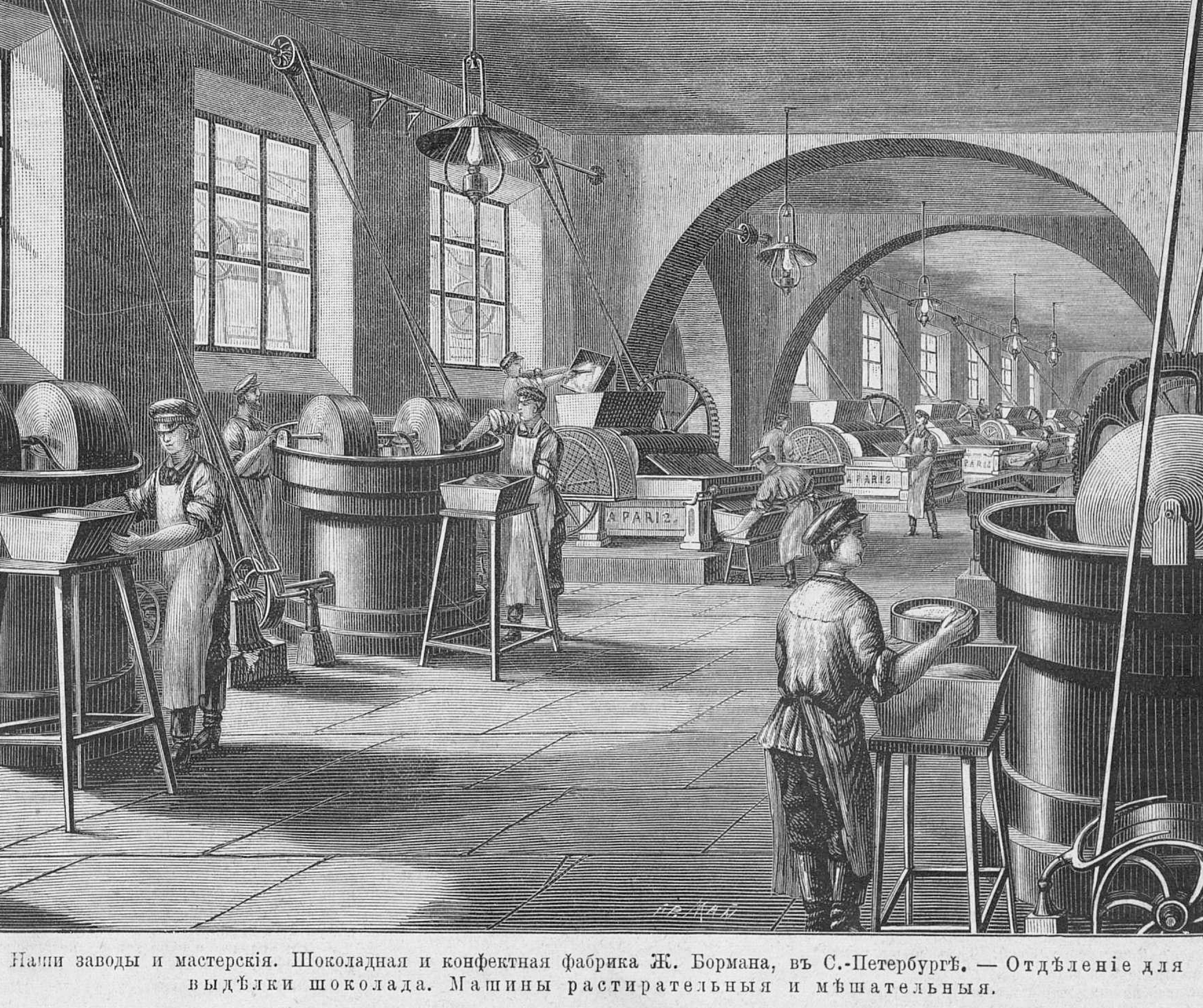
Цех фабрики Бормана, 1882 год

Оценка деятельности фирмы на столь высоком уровне способствовала расширению бизнеса и освоению дополнительных рынков сбыта. В 1876 году был открыт первый оптовый склад изделий кондитерской фабрики в Апраксином дворе, а через два года оптовые склады открылись в Москве и Нижнем Новгороде. В 1878 году торговая марка «Жорж Борман» на Всемирной выставке в Париже получает первую золотую медаль. В 1895 году продукция фирмы получила две золотых медали на выставке в Париже. В том же году на выставке в Чикаго Григорий Николаевич Борман получил почётный диплом с медалью.
Григорий Николаевич Борман в 1895 году решил учредить товарищество «Жорж Борман» с основным капиталом в 300 000 рублей. За два года до этого в дело вошёл его сын Георгий Григорьевич Борман, который в 1899 году наряду с отцом стал директором товарищества. В 1912 году товариществу принадлежало 10 кондитерских магазинов в Санкт-Петербурге, из них три — на Невском проспекте в домах 21, 30 и 65.
Григорий Николаевич Борман скончался 25 декабря 1918 года в своей квартире в Харькове и был похоронен на Лютеранском кладбище (сейчас на его месте кладбище № 2 на улице Пушкинская (бывшая улица Немецкая)).